# Vittinge tegelbruk

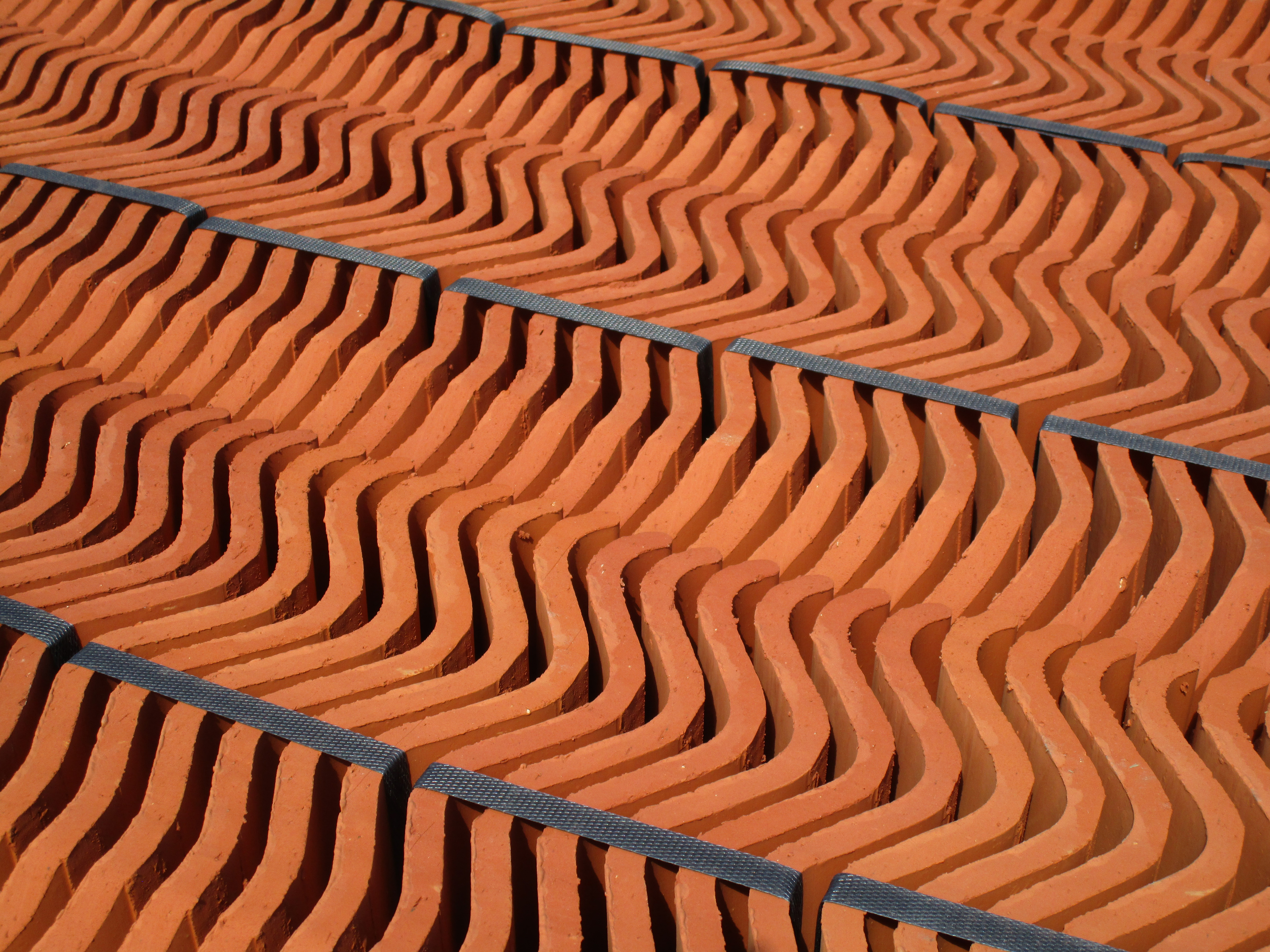
Nya packade tegelpannor från Vittinge tegelbruk vid ett bygge i Smögen.

Vittinge tegelbruk är ett tegelbruk i Vittinge, Heby kommun. Vittinge är idag den enda svenska tillverkaren av taktegelpannor.
Vittinge tegelbruk startades i slutet av 1800-talet och var då ett bondeägt sommartegelbruk. Bruket var ett av traktens mindre. På 1930-talet köptes bruket av Karl Erik Wall, som gjorde om bruket för helårsdrift. År 1937 tillverkade bruket 2 miljoner taktegel och 0,3 miljoner tegelrör. Vittinge tegelbruk eldhärjades 1955. I samband med detta moderniserades och mekaniserades bruket, någon som kom att bli en stark konkurrensfördel när den ekonomiska krisen för tegelbruken satte in kort därpå. På 1950-talet klarade Vittinge av att tillverka omkring 4 miljoner tegel per år med 45-50 anställda, medan Olsson & Rosenlund i Heby framställde 2 1/2 - 3 miljoner tegel med 90 anställda. I slutet av 1970-talet och början av 1980-talet lades produktionen av taktegel ned i Heby, Oskarshamn, Högsby och Vebberöd. Vittinge blev det enda kvarvarande svenska tegelbruket för tillverkning av taktegel, vid sidan av Haga tegelbruk (samt de mindre Bältarbo respektive Horns tegelbruk), som tillverkar fasadtegel.
År 2023 ägs Vittinge tegelbruk av Monier som är en del av BMI Group.